# Volta a Espanha de 2004
A 59ª edição da Vuelta decorreu entre 4 a 26 de Setembro de 2004 entre as localidades de Gijón e Madrid. A corrida foi composta por 21 etapas, num total de mais de 2925 km.

## Etapas
|                 | data     | Etapa                                         | Distancia | Vencedor                 |
| --------------- | -------- | --------------------------------------------- | --------- | ------------------------ |
| 1ª etapa (CRE)  | S 04/09  | León - León                                   | 27,7 km   | Equipa US Postal         |
| 2ª etapa        | D 05/09  | León - Burgos                                 | 207 km    | Alessandro Petacchi      |
| 3ª etapa        | L 06/09  | Burgos - Soria                                | 157,1 km  | Alejandro Valverde       |
| 4ª etapa        | Ma 07/09 | Soria - Zaragoza                              | 167,5 km  | Alessandro Petacchi      |
| 5ª etapa        | Mi 08/09 | Zaragoza - Morella                            | 186,5 km  | Denis Menchov            |
| 6ª etapa        | J 09/09  | Benicarló - Castellón de la Plana             | 157 km    | Óscar Freire             |
| 7ª etapa        | V 10/09  | Castellón de la Plana - Valencia              | 170,0 km  | Alessandro Petacchi      |
| 8ª etapa (CRI)  | S 11/09  | Almussafes - Almussafes                       | 40,1 km   | Tyler Hamilton           |
| 9ª etapa        | D 12/09  | Játiva - Alto de Aitana                       | 162 km    | Leonardo Piepoli         |
| 10ª etapa       | L 13/09  | Alcoy - Xorret de Catí                        | 174,5 km  | Eladio Jiménez           |
| 11ª etapa       | M 14/09  | San Vicente del Raspeig - Caravaca de la Cruz | 165,8 km  | David Zabriskie          |
| Descanso        | Mi 15/09 | -                                             | -         | -                        |
| 12ª etapa       | J 16/09  | Almería - Calar Alto                          | 145 km    | Roberto Heras            |
| 13ª etapa       | V 17/09  | El Ejido - Málaga                             | 172,4 km  | Alessandro Petacchi      |
| 14ª etapa       | S 18/09  | Málaga - Granada                              | 167 km    | Santiago Pérez           |
| 15ª etapa (CRI) | D 19/09  | Granada - Sierra Nevada                       | 29,6 km   | Santiago Pérez           |
| Descanso        | L 20/09  | -                                             | -         | -                        |
| 16ª etapa       | Ma 21/09 | Olivenza - Cáceres                            | 190,1 km  | José Cayetano Julià      |
| 17ª etapa       | Mi 22/09 | Plasencia - La Covatilla                      | 169,8 km  | Félix Cárdenas           |
| 18ª etapa       | J 23/09  | Béjar - Ávila                                 | 196,6 km  | Javier Pascual Rodríguez |
| 19ª etapa       | V 24/09  | Ávila - Collado Villalba                      | 142 km    | Constantino Zaballa      |
| 20ª etapa       | S 25/09  | Alcobendas - Navacerrada                      | 178 km    | José Iván Gutiérrez      |
| 21ª etapa (CRI) | D 26/09  | Madrid - Madrid                               | 28,2 km   | Santiago Pérez           |

## Classificações

### Etapas
1ª etapa
```
 1. US Postal Service       (EE.UU.)      USP   1h 32' 15s
 2. T-Mobile Team           (Alemania)    TMO    a  1' 33s
 3. Illes Balears-Banesto   (España)      IBB    a  2' 48s
 4. C. Valenciana-Kelme     (España)      KEL    a  2' 54s
 5. Phonak Hearing Systems  (Alemania)    PHO    a  3' 03s
```

2ª etapa
```
 1. Alessandro Petacchi     (Italia)      FAS   5h 02' 05s
 2. Erik Zabel              (Alemania)    TMO      m.t.
 3. Óscar Freire            (España)      RAB      m.t.
 4. Stuart O'Grady          (Australia)   COF      m.t.
 5. Pedro Horrillo          (España)      QSD      m.t.
```

3ª etapa
```
 1. Alejandro Valverde      (España)      KEL   3h 43' 17s
 2. Stuart O'Grady          (Australia)   COF      m.t.
 3. Denis Menchov           (Rusia)       IBB      m.t.
 4. Óscar Freire            (España)      RAB      m.t.
 5. Roberto Heras           (España)      LST      m.t.
```

4ª etapa
```
 1. Alessandro Petacchi     (Italia)      FAS   4h 23' 01s
 2. Erik Zabel              (Alemania)    TMO      m.t.
 3. Óscar Freire            (España)      RAB      m.t.
 4. Stuart O'Grady          (Australia)   COF      m.t.
 5. Angelo Furlan           (Italia)      ALS      m.t.
```

5ª etapa
```
 1. Denis Menchov           (Rusia)       IBB   5h 07' 44s
 2. Aitor González          (España)      FAS    a  0' 03s
 3. Alejandro Valverde      (España)      KEL      m.t.
 4. Leonardo Piepoli        (Italia)      SDV      m.t.
 5. Carlos Sastre           (España)      CSC      m.t.
```

6ª etapa
```
 1. Óscar Freire            (España)      RAB   3h 48' 23s
 2. Erik Zabel              (Alemania)    TMO      m.t.
 3. Stuart O'Grady          (Australia)   COF      m.t.
 4. Cristian Moreni         (Italia)      ALS      m.t.
 5. M.A. Martín Perdiguero  (España)      SDV      m.t.
```

7ª etapa
```
 1. Alessandro Petacchi     (Italia)      FAS   3h 53' 04s
 2. Erik Zabel              (Alemania)    TMO      m.t.
 3. Óscar Freire            (España)      RAB      m.t.
 4. Stuart O'Grady          (Australia)   COF      m.t.
 5. Luca Paolini            (Italia)      QSD      m.t.
```

8ª etapa
```
 1. Tyler Hamilton          (EE.UU)       PHO      47' 16s
 2. Victor Hugo Peña        (Colombia)    USP       a  15s
 3. Floyd Landis            (EE.UU)       USP       a  18s
 4. Manuel Beltrán          (España)      USP       a  28s
 5. Isidro Nozal            (España)      LST       a  37s
```

9ª etapa
```
 1. Leonardo Piepoli        (Italia)      SDV   4h 29' 36s
 2. Roberto Heras           (España)      LST    a      4s
 3. Isidro Nozal            (España)      LST    a     10s
 4. Francisco Mancebo       (España)      IBB    a     15s
 5. Jorge Ferrio            (España)      ALM    a     25s
```

10ª etapa
```
 1. Eladio Jiménez          (España)      KEL   4h 31' 57s
 2. Stuart O'Grady          (Australia)   COF    a     32s
 3. Óscar Freire            (España)      RAB    a     48s 
 4. Ruslan Ivanov           (Moldavia)    ALS      m.t.  
 5. Juan Fuentes            (España)      SAE    a  1' 04s
```

11ª etapa
```
 1. David Zabriskie         (EE.UU.)      USP   4h 05' 31s
 2. Alessandro Petacchi     (Italia)      FAS    a  1' 11s
 3. Stuart O'Grady          (Australia)   COF      m.t.
 4. Marco Zanotti           (Italia)      VIN      m.t.
 5. Erik Zabel              (Alemania)    TMO      m.t.
```

12ª etapa
```
 1. Roberto Heras           (España)      LST   4h 19' 30s
 2. Santiago Pérez          (España)      PHO    a     34s
 3. Francisco Mancebo       (España)      IBB    a     53s
 4. Alejandro Valverde      (España)      KEL    a  1' 27s
 5. Isidro Nozal            (España)      LST      m.t.
```

13ª etapa
```
 1. Alessandro Petacchi     (Italia)      FAS   4h 01' 55s
 2. Erik Zabel              (Alemania)    TMO      m.t. 
 3. Pedro Horrillo          (España)      QSD      m.t. 
 4. Stuart O'Grady          (Australia)   COF      m.t. 
 5. Cristian Moreni         (Italia)      ALS      m.t.
```

14ª etapa
```
 1. Santiago Pérez          (España)      PHO   4h 06' 34s
 2. Alejandro Valverde      (España)      KEL    a     46s
 3. Luis Pérez              (España)      COF      m.t.
 4. Francisco Mancebo       (España)      IBB      m.t.
 5. Isidro Nozal            (España)      LST      m.t.
```

15ª etapa
```
 1. Santiago Pérez          (España)      PHO   1h 02' 29s
 2. Alejandro Valverde      (España)      KEL    a  1' 07s
 3. Roberto Heras           (España)      LST    a  1' 51s
 4. Alexandre Vinokourov    (Kazajstán)   TMO    a  3' 06s
 5. Francisco Mancebo       (España)      IBB    a  3' 18s
```

16ª etapa
```
 1. José Juliá              (España)      KEL   4h 19' 23s
 2. Tadej Valjavec          (Eslovenia)   PHO    a     12s
 3. Danilo Di Luca          (Italia)      SAE    a     35s
 4. Antonio Cruz            (EE.UU.)      USP      m.t.
 5. Pablo Lastras           (España)      IBB      m.t.
```

17ª etapa
```
 1. Félix Cárdenas          (Colombia)    BAQ   4h 52' 08s
 2. Santiago Pérez          (España)      PHO    a     29s
 3. Roberto Heras           (España)      LST    a  1' 01s
 4. Francisco Mancebo       (España)      IBB    a  1' 15s
 5. Luis Pérez              (España)      COF    a  2' 05s
```

18ª etapa
```
 1. Javier Pascual Rodríguez (España)     KEL   5h 02' 59s
 2. Iván Parra               (Colombia)   BAQ      m.t.
 3. Joan Horrach             (España)     IBB    a     19s
 4. Hernán Buenahora         (Colombia)   BAQ      m.t.
 5. Patrick Calcagni         (Suiza)      VIN    a     24s
```

19ª etapa
```
 1. Constantino Zaballa     (España)      SDV   3h 33' 32s
 2. Ruslan Ivanov           (Moldavia)    ALS    a  1' 23s
 3. Damiano Cunego          (Italia)      SAE      m.t.
 4. José Luis Arrieta       (España)      IBB      m.t.
 5. Eddy Mazzoleni          (Italia)      SAE      m.t.
```

20ª etapa
```
 1. José Gutiérrez          (España)      PHO   4h 52' 20s
 2. Eladio Jiménez          (España)      KEL    a     38s
 3. David Latasa            (España)      KEL    a  1' 25s
 4. Santiago Pérez          (España)      PHO    a  1' 37s
 5. Aitor Pérez             (España)      BAQ    a  2' 03s
```

21ª etapa
```
 1. Santiago Pérez          (España)      PHO      35' 05s
 2. Francisco Mancebo       (España)      IBB       a   7s
 3. Carlos Sastre           (España)      CSC       a   8s
 4. Roberto Heras           (España)      LST       a  13s
 5. David Blanco            (España)      KEL       a  18s
```

### Geral
| \| 1. \| Roberto Heras \| Espanha \| LST \| 77h 42' 46s \| \| \| 2. \| Santiago Pérez \| Espanha \| PHO \| a 30s \| \| \| 3. \| Francisco Mancebo \| Espanha \| IBB \| a 2' 13s \| \| \| 4. \| Alejandro Valverde \| Espanha \| KEL \| a 3' 30s \| \| \| 5. \| Carlos García Quesada \| Espanha \| KEL \| a 7' 44s \| \| \| 6. \| Carlos Sastre \| Espanha \| CSC \| a 8' 11s \| \| \| 7. \| Isidro Nozal \| Espanha \| LST \| a 8' 32s \| \| \| 8. \| Ángel Gómez \| Espanha \| ALM \| a 13' 08s \| \| \| 9. \| Luis Pérez \| Espanha \| COF \| a 13' 24s \| \| \| 10. \| David Blanco \| Espanha \| KEL \| a 15' 15s \| \| |                       |         |     |             |  |
| 1. | Roberto Heras         | Espanha | LST | 77h 42' 46s |  |
| 2. | Santiago Pérez        | Espanha | PHO | a 30s       |  |
| 3. | Francisco Mancebo     | Espanha | IBB | a 2' 13s    |  |
| 4. | Alejandro Valverde    | Espanha | KEL | a 3' 30s    |  |
| 5. | Carlos García Quesada | Espanha | KEL | a 7' 44s    |  |
| 6. | Carlos Sastre         | Espanha | CSC | a 8' 11s    |  |
| 7. | Isidro Nozal          | Espanha | LST | a 8' 32s    |  |
| 8. | Ángel Gómez           | Espanha | ALM | a 13' 08s   |  |
| 9. | Luis Pérez            | Espanha | COF | a 13' 24s   |  |
| 10. | David Blanco          | Espanha | KEL | a 15' 15s   |  |

### Pontos
```
 1. Erik Zabel              (Alemania)    TMO   152 pontos
 2. Alejandro Valverde      (España)      KEL   144
 3. Roberto Heras           (España)      LST   142
 4. Santiago Pérez          (España)      PHO   135
 5. Francisco Mancebo       (España)      IBB   134
 6. Carlos Sastre           (España)      CSC    78
 7. Isidro Nozal            (España)      LST    76
 8. Leonardo Piepoli        (Italia)      SDV    56
 9. Luis Pérez              (España)      COF    54
10. Stefano Garzelli        (Italia)      VIN    53
```

### Montanha
```
 1. Félix Cárdenas          (Colombia)    BAQ   167 pontos
 2. Roberto Heras           (España)      LST   111
 3. Santiago Pérez          (España)      PHO   110
 4. Eladio Jiménez          (España)      KEL   110
 5. Francisco Mancebo       (España)      IBB    92
 6. Constantino Zaballa     (España)      SDV    80
 7. Alejandro Valverde      (España)      KEL    67
 8. Manuel Quinzato         (Italia)      LAM    54
 9. José Miguel Elías       (España)      REB    50
10. Juan Fuentes            (España)      SAE    44
```

### Combinada
```
 1. Roberto Heras           (España)      LST     6 pontos
 2. Santiago Pérez          (España)      PHO     9
 3. Francisco Mancebo       (España)      IBB    13
 4. Alejandro Valverde      (España)      KEL    13
 5. Isidro Nozal            (España)      LST    27
 6. Eladio Jiménez          (España)      KEL    34
 7. Carlos Sastre           (España)      CSC    37
 8. Luis Pérez              (España)      COF    40
 9. Angel Gómez             (España)      ALM    41
10. Félix Cárdenas          (Colombia)    BAQ    43
```

### Equipas
```
 1. Com Valenciana-Kelme    (España)       KEL   233h 04' 50s
 2. Liberty Seguros         (España)       LST      a 27' 22s
 3. Illes Balears-Banesto   (España)       IBB      a 36' 51s
 4. Costa Almería-Paternina (España)       ALM      a 54' 41s
 5. Phonak Hearing Systems  (Suiza)        PHO      a 57' 25s
 6. Cafes Baque             (España)       BAQ   a 1h 02' 16s
 7. Saunier Duval-Prodir    (España)       ESP   a 1h 35' 23s
 8. US Postal               (EE.UU)        USP   a 1h 41' 44s 
 9. Cofidis                 (Francia)      COF   a 1h 43' 39s
10. Team CSC                (Dinamarca)    CSC   a 1h 48' 26s
```